# TT74
TT74 (Theban Tomb 74) è la sigla che identifica una delle Tombe dei Nobili ubicate nell’area della cosiddetta Necropoli Tebana, sulla sponda occidentale del Nilo dinanzi alla città di Luxor, in Egitto. Destinata a sepolture di nobili e funzionari connessi alle case regnanti, specie del Nuovo Regno, l'area venne sfruttata, come necropoli, fin dall'Antico Regno e, successivamente, sino al periodo Saitico (con la XXVI dinastia) e Tolemaico.

## Titolare
TT74 era la tomba di:
| Titolare | Titolo                               | Necropoli           | Dinastia/Periodo             | Note                                                                    |
| -------- | ------------------------------------ | ------------------- | ---------------------------- | ----------------------------------------------------------------------- |
| Tjenuny  | Scriba reale e Comandante di soldati | Sheikh Abd el-Qurna | XVIII dinastia (Thutmosi IV) | in alto, sul versante nord-est della collina, sotto e a nord della TT75 |

### Biografia
Tjenuny era uno "scriba delle reclute", scriba reale e Comandante di soldati. Mutiriy, Cantatrice di Thot, fu sua moglie e Haty, Scriba, suo figlio.

## Descrizione

Stele dello scriba regale Tjanuni e di sua moglie Mutiry, cantatrice del dio Thoth. Museo Egizio, Torino (cat. 1644).

Cornice della porta della tomba di Tjanuni. Museo Egizio, Torino (cat. 1643, 1645).

Un breve corridoio, sulle cui pareti è rappresentato il defunto e la moglie mentre lasciano la tomba, dà accesso a una sala trasversale. In altro dipinto due file di offerenti porgono al defunto e alla moglie mazzi di fiori di Amon; poco discosto il defunto e la moglie, seduti, offrono libagioni agli dei. Una parata militare, con portatori di stendardi, lottatori, soldati nubiani, tamburini e trombettieri, sfila dinanzi al defunto seduto su cuscini. Il defunto offre fiori a Thutmosi IV seduto in trono, con i "Nove Archi" rappresentati alla base. Una stele riporta testi biografici di Tjenuny mentre il defunto e la moglie adorano Osiride e Anubi. In altra scena, il defunto, offre un vaso decorativo siriano a Thutmosi IV.
Al Museo Egizio di Torino si trova una stele (cat. 1644) dono del figlio Haty al defunto; presso lo stesso Museo (cat. 1643) sono presenti frammenti di fregio con i titoli del defunto e i nomi di alcuni parenti.

Dettaglio della parte superiore della cornice della porta della tomba di Tjanuni. Museo Egizio, Torino.

### Annotazioni
1. ↑  La prima numerazione delle tombe, dalla numero 1 alla 253, risale al 1913 con l’edizione del "Topographical Catalogue of the Private Tombs of Thebes" di Alan Gardiner e Arthur Weigall. Le tombe erano numerate in ordine di scoperta e non geografico; ugualmente in ordine cronologico di scoperta sono le tombe dalla 253 in poi.
2. ↑  I campi della Duat, ovvero l'aldilà egizio, si trovavano, secondo le credenze, proprio sulla riva occidentale del grande fiume.
3. ↑  Nella sua epoca di utilizzo, l'area era nota come "Quella di fronte al suo Signore" (con riferimento alla riva orientale, dove si trovavano le strutture dei Palazzi di residenza dei re e i templi dei principali dei) o, più semplicemente, "Occidente di Tebe".
4. ↑  le Tombe dei Nobili, benché raggruppate in un'unica area, sono di fatto distribuite su più necropoli distinte.
5. ↑  Le note, sovente di inquadramento topografico della tomba, sono tratte dal "Topographical Catalogue" di Gardiner e Weigall, ed. 1913 e fanno perciò riferimento alla situazione dell'epoca.
6. ↑  L'iconografia dei “Nove Archi” è molto antica: il primo esempio noto si trova sul piedistallo di una statua di Djoser (oggi a Saqqara) in cui sono raffigurati nove archi, appunto, posti sotto i piedi del sovrano. Tale raffigurazione, solo iconografica e senza alcuna denominazione, verrà ripetuta fino al regno di Amenhotep III. Si tratta, tuttavia, di una denominazione "mobile" nel senso che i "Nove Archi" variano nel tempo ed ecco che, sotto Ramses II, ad esempio, fanno la loro apparizione nell'elenco Hittiti, Shasu, Sangar (Babilonia), Naharin etc., ma restano costanti gli Haw-Nebwt (in cui qualcuno ha voluto vedere gli Egei), i Tjekhenw (i Libici) e i Sekhetyw (gli Oasiti).

### Fonti
1. ↑  Gardiner e Weigall 1913.
2. ↑  Donadoni 1999,  p. 115.
3. 1 2  Porter e Moss 1927,  p. 144.
4. ↑  Gardiner e Weigall 1913, pp. 22-23.
5. ↑  Porter e Moss 1927,  pp. 144-146.